# Lutas nos Jogos Olímpicos de Verão de 2020 - Livre até 76 kg feminino
A categoria livre até 76 kg feminino das lutas nos Jogos Olímpicos de Verão de 2020 ocorreu nos dias 1 e 2 de agosto de 2021 no Makuhari Messe, em Tóquio. Um total de 16 lutadoras, cada uma representando um Comitê Olímpico Nacional (CON), participaram do evento.

## Qualificação
Um total de 16 vagas foram atribuídas para a categoria livre até 76 kg feminino, cada uma representando um CON, conforme abaixo:
- 6 pelo Campeonato Mundial de 2019;
- 2 pelo torneio qualificatório pan-americano;
- 2 pelo torneio qualificatório europeu;
- 2 pelo torneio qualificatório da África e Oceania;
- 2 pelo torneio qualificatório asiático;
- 2 pelo torneio qualificatório mundial.

## Formato
As competições de luta livre consistem em um torneio de eliminação simples, com uma repescagem usada para determinar as vencedoras das duas medalhas de bronze. As duas finalistas se enfrentam pelas medalhas de ouro e prata. Cada lutadora que perde para uma das duas finalistas segue para a repescagem, culminando em duas lutas pela medalha de bronze com as perdedoras da semifinal, cada uma enfrentando a oponente restante da repescagem de sua metade da chave.

## Calendário
Horário local (UTC+9)
| Data                | Horário | Fase            |
| ------------------- | ------- | --------------- |
| 1 de agosto de 2021 | 11:00   | Qualificatórias |
| 1 de agosto de 2021 | 18:15   | Semifinais      |
| 2 de agosto de 2021 | 11:00   | Repescagem      |
| 2 de agosto de 2021 | 19:30   | Finais          |

## Medalhistas
| Ouro   | GER Aline Rotter-Focken        |
| Prata  | USA Adeline Gray               |
| Bronze | TUR Yasemin Adar CHN Zhou Qian |

## Resultados
Estes foram os resultados da competição:
Legenda
- F — Vitória por queda.

### Chaveamento
|  | Oitavas de final        | Oitavas de final        | Oitavas de final |  |  | Quartas de final        | Quartas de final        | Quartas de final        |   |                    | Semifinais         | Semifinais       | Semifinais |  |  | Final | Final | Final |
|  |                         |                         |                  |  |  |                         |                         |                         |   |                    |                    |                  |            |  |  |       |       |       |
|  | USA Adeline Gray        | USA Adeline Gray        | 8F               |  |  |                         |                         |                         |   |                    |                    |                  |            |  |  |       |       |       |
|  | TUN Zaineb Sghaier      | TUN Zaineb Sghaier      | 0                |  |  | USA Adeline Gray        | USA Adeline Gray        | 6                       |   |                    |                    |                  |            |  |  |       |       |       |
|  | BRA Aline Ferreira      | BRA Aline Ferreira      | 0                |  |  | TUR Yasemin Adar        | TUR Yasemin Adar        | 4                       |   |                    |                    |                  |            |  |  |       |       |       |
|  | TUR Yasemin Adar        | TUR Yasemin Adar        | 6                |  |  |                         |                         |                         |   | USA Adeline Gray   | USA Adeline Gray   | 3                |            |  |  |       |       |       |
|  | ROC Natalia Vorobieva   | ROC Natalia Vorobieva   | 16               |  |  |                         | KGZ Aiperi Medet Kyzy   | KGZ Aiperi Medet Kyzy   | 2 |                    |                    |                  |            |  |  |       |       |       |
|  | EGY Samar Amer          | EGY Samar Amer          | 12               |  |  | ROC Natalia Vorobieva   | ROC Natalia Vorobieva   | 0                       |   |                    |                    |                  |            |  |  |       |       |       |
|  | KGZ Aiperi Medet Kyzy   | KGZ Aiperi Medet Kyzy   | 8                |  |  | KGZ Aiperi Medet Kyzy   | KGZ Aiperi Medet Kyzy   | 12                      |   |                    |                    |                  |            |  |  |       |       |       |
|  | KAZ Elmira Syzdykova    | KAZ Elmira Syzdykova    | 1                |  |  |                         |                         |                         |   |                    | USA Adeline Gray   | USA Adeline Gray | 3          |  |  |       |       |       |
|  | JPN Hiroe Minagawa      | JPN Hiroe Minagawa      | 8                |  |  |                         | GER Aline Rotter-Focken | GER Aline Rotter-Focken | 7 |                    |                    |                  |            |  |  |       |       |       |
|  | MGL Ochirbatyn Burmaa   | MGL Ochirbatyn Burmaa   | 0                |  |  | JPN Hiroe Minagawa      | JPN Hiroe Minagawa      | 3                       |   |                    |                    |                  |            |  |  |       |       |       |
|  | CAN Erica Wiebe         | CAN Erica Wiebe         | 4                |  |  | EST Epp Mäe             | EST Epp Mäe             | 0                       |   |                    |                    |                  |            |  |  |       |       |       |
|  | EST Epp Mäe             | EST Epp Mäe             | 5                |  |  |                         |                         |                         |   | JPN Hiroe Minagawa | JPN Hiroe Minagawa | 1                |            |  |  |       |       |       |
|  | CHN Zhou Qian           | CHN Zhou Qian           | 4                |  |  |                         | GER Aline Rotter-Focken | GER Aline Rotter-Focken | 3 |                    |                    |                  |            |  |  |       |       |       |
|  | UKR Alla Belinska       | UKR Alla Belinska       | 3                |  |  | CHN Zhou Qian           | CHN Zhou Qian           | 3                       |   |                    |                    |                  |            |  |  |       |       |       |
|  | BLR Vasilisa Marzaliuk  | BLR Vasilisa Marzaliuk  | 1                |  |  | GER Aline Rotter-Focken | GER Aline Rotter-Focken | 8                       |   |                    |                    |                  |            |  |  |       |       |       |
|  | GER Aline Rotter-Focken | GER Aline Rotter-Focken | 2                |  |  |                         |                         |                         |   |                    |                    |                  |            |  |  |       |       |       |

### Repescagem
|  | Repescagem             | Repescagem             | Repescagem |  | Disputa pelo bronze   | Disputa pelo bronze   | Disputa pelo bronze |  |  |  |  |
|  |                        |                        |            |  |                       |                       |                     |  |  |  |  |
|  | TUN Zaineb Sghaier     | TUN Zaineb Sghaier     | 0          |  | TUR Yasemin Adar      | TUR Yasemin Adar      | 4F                  |  |  |  |  |
|  | TUR Yasemin Adar       | TUR Yasemin Adar       | 2F         |  | KGZ Aiperi Medet Kyzy | KGZ Aiperi Medet Kyzy | 0                   |  |  |  |  |
|  |                        |                        |            |  |                       |                       |                     |  |  |  |  |
|  | BLR Vasilisa Marzaliuk | BLR Vasilisa Marzaliuk | 1          |  | CHN Zhou Qian         | CHN Zhou Qian         | 2F                  |  |  |  |  |
|  | CHN Zhou Qian          | CHN Zhou Qian          | 2          |  | JPN Hiroe Minagawa    | JPN Hiroe Minagawa    | 0                   |  |  |  |  |

## Classificação final
| Pos.              | Lutadora                |
| ----------------- | ----------------------- |
| Medalha de ouro   | GER Aline Rotter-Focken |
| Medalha de prata  | USA Adeline Gray        |
| Medalha de bronze | TUR Yasemin Adar        |
| Medalha de bronze | CHN Zhou Qian           |
| 5                 | JPN Hiroe Minagawa      |
| 5                 | KGZ Aiperi Medet Kyzy   |
| 7                 | ROC Natalia Vorobieva   |
| 8                 | EST Epp Mäe             |
| 9                 | BLR Vasilisa Marzaliuk  |
| 10                | EGY Samar Amer          |
| 11                | CAN Erica Wiebe         |
| 12                | UKR Alla Belinska       |
| 13                | KAZ Elmira Syzdykova    |
| 14                | BRA Aline Ferreira      |
| 15                | MGL Ochirbatyn Burmaa   |
| 16                | TUN Zaineb Sghaier      |